# Stigmella paracosma
Stigmella paracosma (лат.) — вид молей-малюток рода Stigmella (Nepticulinae) из семейства Nepticulidae.

## Распространение
Южная Америка: Перу, Анды (2920 м), Arequipa Departamento.

## Описание
Мелкие молевидные бабочки. Длина передних крыльев самцов около 2 мм, размах — 4,5 мм. Цвет серовато-кремовый и оранжево-жёлтый. Жгутик усика самцов состоит из 30-32 члеников. Биология неизвестна. Имаго появляются в апреле.

## Этимология
Видовое название S. paracosma происходит от латинского названия близкого вида  Stigmella epicosma и греческого слова para (около, напоминающий).